# Президентские выборы в Камеруне (1997)
Президентские выборы в Камеруне состоялись 12 октября 1997 года. Они были бойкотированы основными оппозиционными партиями, социал-демократическим фронтом, Национальным союзом За демократию и прогресс и Демократическим союзом Камеруна, а также Союзом малых африканских народов. В результате действующий президент Поль Бийя был переизбран с 92,57 % голосов. Явка избирателей составила 83,1 %.

## Результаты
| Кандидат                           | Партия                                                 | Голосов   | %     |
| ---------------------------------- | ------------------------------------------------------ | --------- | ----- |
| Поль Бийя                          | Камерунское народное демократическое движение          | 3 167 820 | 92,57 |
| Хенри Хогби Нленд                  | Союз народов Камеруна                                  | 85 693    | 2,5   |
| Самюэл Эбоуа                       | Движение за оборону Республики                         | 83 506    | 2,44  |
| Альберт Дзонганг                   | Народная партия развития                               | 40 814    | 1,19  |
| Джоахим Таби Авоно                 | Меры по обеспечению меритократии и равных возможностей | 15 817    | 0,46  |
| Антоин Н’Деманну                   | Митинг народов без границ                              | 15 490    | 0,45  |
| Густав Эссака                      | Камерунская интегральная демократия                    | 12 915    | 0,38  |
| Недействительные/пустые бюллетени  | Недействительные/пустые бюллетени                      | 84 890    | -     |
| Всего                              | Всего                                                  | 3 506 945 | 100   |
| Зарегистрированные избиратели/явка | Зарегистрированные избиратели/явка                     | 4 220 136 | 83,10 |
| Источник: Nohlen et al.            |                                                        |           |       |